# Sencseni metró
A Sencseni metró (egyszerűsített kínai írással: 深圳地铁, hagyományos kínai írással: 深圳地鐵, pinjin: Shēnzhèn Dìtiě) Kínában található Sencsen városban és vonzáskörzetében. A metróhálózat hossza 2024 áprilisában 555,43 km, a metróvonalak száma 16 és az állomások száma 373 volt. Az első vonal 2004. december 28-án nyílt meg.

## Forgalom
Az utasforgalom az elmúlt években az alábbi módon változott:
| 2017 | 1 654 400 000 |
| 2019 | 2 017 600 000 |